# I'll Be Home for Christmas (versión de Jessica Simpson)
«I'll Be Home for Christmas» — en español: «"Vuelve a casa en Navidad"»— es un cover interpretado por la cantante estadounidense Jessica Simpson,  tema original que popularizó Bing Crosby de su álbum Merry Christmas publicado en 1945. Es una canción navideña de género pop. La versión de Jessica, fue lanzado en los Estados Unidos por Primary Wave Records empresa de EMI Music, durante el 2010, como sencillo promocional del séptimo álbum de estudio de la cantante, Happy Christmas..... La canción fue compuesta por Walter Kent, Kim Gannon, Buck Ram, producido por Stewart, The-Dream, Pearce, Harrell. La canción narra la historia desde el punto de vista de un soldado en el extranjero durante la Segunda Guerra Mundial, escribiendo una carta a su familia. La canción cuenta con la participación del soldado John Britt.

## Antecedentes

### «I'll Be Home for Christmas» por Bing Crosby
"I'll Be Home for Christmas" es una canción de Navidad grabada en 1943 por Bing Crosby quien anotó un top ten hit con la canción. Desde entonces "I'll Be Home for Christmas" es una canción clásica y tradicional de Navidad. 
El 4 de octubre de 1943, Crosby grabó la canción con la Orchestra John Scott Trotter para el sello Decca. Con tan solo un mes de grabada fue lanzada, la canción estuvo durante once semanas, en la posición número tres de la lista musical. Al año siguiente, la canción alcanzó el número diecinueve en las listas. La canción llegó al corazón de los estadounidenses, tanto soldados como civiles, que estaban en medio de la Segunda Guerra Mundial, y ganó su quinto disco de oro con la canción. Se convirtió en la canción más solicitada en Navidad USO shows.

## Composición
"I'll Be Home for Christmas" es una balada navideña, para la versión de Simpson se le agregó un poco del género pop a la canción. La canción narra la historia desde el punto de vista de un soldado en el extranjero durante la Segunda Guerra Mundial, escribiendo una carta a su familia. En el mensaje, le dice a la familia que va a volver a casa, preparándose para ver los "regalos debajo del árbol". La canción termina con una nota melancólica, con el soldado diciendo: "Voy a estar en casa para Navidad, aunque solo sea en sueños."
La canción fue escrita por el letrista estadounidense Kim Gannon, y el compositor judío-americano Walter Kent. Buck Ram, quien anteriormente escribió un poema y una canción con el mismo título, fue acreditado como coescritor de la canción después de un juicio.

## Canciones
- Digital download

1. «I’ll Be Home For Christmas» - 04:41[3]